# Hanny Alders
Hanny Alders (Rotterdam, 18 juni 1946 - Schoorl, 22 juli 2010) was een schrijfster van historische romans. In 1987 publiceerde ze haar debuutroman Non Nobis, over de ondergang van de Tempeliers, die bekroond werd met het Gouden Ezelsoor voor het best verkochte debuut. Sindsdien bracht ze nog diverse historische romans uit die alle geloofsvervolging en conflicten tussen andersdenkenden als thema hebben.
Ze overleed op 64-jarige leeftijd in haar woonplaats Schoorl.